# Орвил (Охајо)
Орвил (енгл. Orrville) град је у америчкој савезној држави Охајо.

## Демографија
По попису из 2010. године број становника је 8.380, што је 171 (-2,0%) становника мање него 2000. године.
| Група             | 2000.         | 2010.         |
| Белци             | 7.729 (90,4%) | 7.365 (87,9%) |
| Афроамериканци    | 507 (5,9%)    | 408 (4,9%)    |
| Азијати           | 98 (1,1%)     | 107 (1,3%)    |
| Хиспаноамериканци | 110 (1,3%)    | 292 (3,5%)    |
| Укупно            | 8.551         | 8.380         |